# Liste der Biografien/Pek
Liste der Biografien |
Portal Biografien |
Personensuche
# |
A |
B |
C |
D |
E |
F |
G |
H |
I |
J |
K |
L |
M |
N |
O |
P |
Q |
R |
S |
T |
U |
V |
W |
X |
Y |
Z |
?
 
Pa |
Pc |
Pe |
Pf |
Ph |
Pi |
Pj |
Pk |
Pl |
Pm |
Pn |
Po |
Pr |
Ps |
Pt |
Pu |
Pv |
Pw |
Py
 
Pea |
Peb |
Pec |
Ped |
Pee |
Pef |
Peg |
Peh |
Pei |
Pej |
Pek |
Pel |
Pem |
Pen |
Peo |
Pep |
Peq |
Per |
Pes |
Pet |
Peu |
Pev |
Pew |
Pex |
Pey |
Pez
Die Liste der Biografien führt alle Personen auf, die in der deutschsprachigen Wikipedia einen Artikel haben. Dieses ist eine Teilliste mit 108 Einträgen von Personen, deren Namen mit den Buchstaben „Pek“ beginnt.

## Pek
- Pek, Danijel, kroatischer Filmproduzent
- Pek, Hendrika van der (1867–1926), niederländische Malerin
- Pęk, Karolina (* 1998), polnische Behindertensportlerin im Tischtennis

### Peka
- Peka, Jan (1894–1985), tschechoslowakischer Eishockeytorwart
- Pekach, König des Nordreichs Israel
- Pekachja, König des Nordreichs Israel
- Pękala, Karol (1902–1968), polnischer Geistlicher, Weihbischof in Tarnów
- Pękala, Piotr (* 1998), polnischer Radrennfahrer
- Pękalski, Ireneusz (* 1950), polnischer römisch-katholischer Geistlicher, emeritierter Weihbischof in Łódź
- Pękalski, Ivo (* 1990), schwedischer Fußballspieler
- Pękalski, Leszek (* 1966), polnischer Serienmörder
- Pekanow, Atanas (* 1991), bulgarischer Wirtschaftswissenschaftler
- Pekár, Gyula (1867–1937), ungarischer Schriftsteller und Politiker
- Pekar, Harvey (1939–2010), US-amerikanischer ComicautorHarvey Pekar (1939–2010)

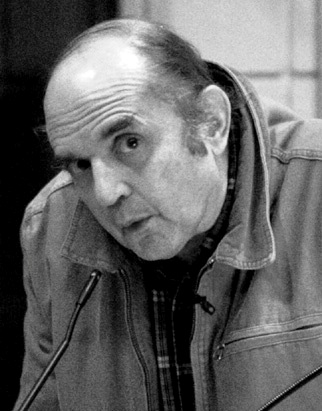
Harvey Pekar (1939–2010)

- Pekař, Josef (1870–1937), tschechischer Historiker
- Pekár, Sofie (* 2003), deutsche Schauspielerin
- Pekar, Solomon Isaakowitsch (1917–1985), ukrainischer Physiker und Hochschullehrer
- Pekarek, Andreas (* 1949), deutscher Fußballspieler
- Pekarek, Josef (1913–1996), österreichischer Fußballspieler
- Pekarek, Klaus (* 1956), österreichischer Manager
- Pekarík, Peter (* 1986), slowakischer Fußballspieler
- Pekarna, Karl (1881–1946), österreichischer Fußballspieler auf der Position eines Torwarts
- Pekarna, Ludwig (1896–1920), österreichischer Fußball-Torwart
- Pekarová Adamová, Markéta (* 1984), tschechische Politikerin und Vorsitzende der Partei TOP 09Markéta Pekarová Adamová (* 1984)

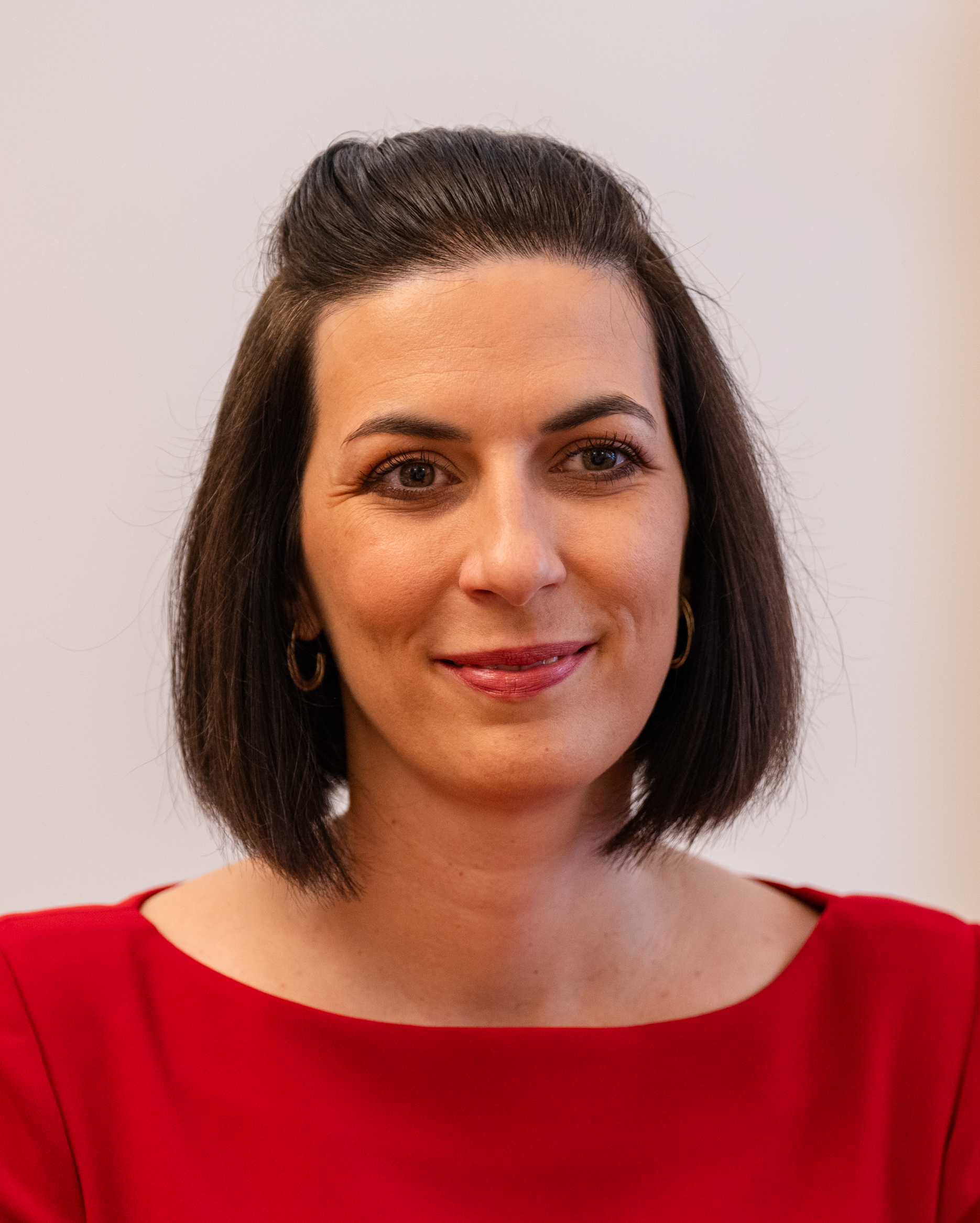
Markéta Pekarová Adamová (* 1984)

- Pekartschuk, Charytyna (1894–1973), ukrainische Aktivistin, Sanitäterin und Unteroffizierin
- Pekáry, Thomas (1929–2010), deutscher Althistoriker ungarischer Herkunft

### Pekc
- Pekcan, Ruhsar (* 1958), türkische Unternehmerin und Ministerin für Handel der Republik Türkei

### Pekd
- Pekdeğer, Asaf (1950–2011), deutsch-türkischer Hydrogeologe und Hochschullehrer an der Freien Universität Berlin
- Pekdemir, Erdal (* 1992), türkischer Fußballspieler
- Pekdemir, Şafak (* 1988), türkische Schauspielerin

### Peke
- Pekel, Birol (1938–2004), türkischer Fußballspieler und -trainer
- Pekel, Melike (* 1995), deutschtürkische Fußballspielerin
- Pekelder, Jacco (* 1967), niederländischer Historiker
- Pekeler, Hendrik (* 1991), deutscher HandballspielerHendrik Pekeler (* 1991)

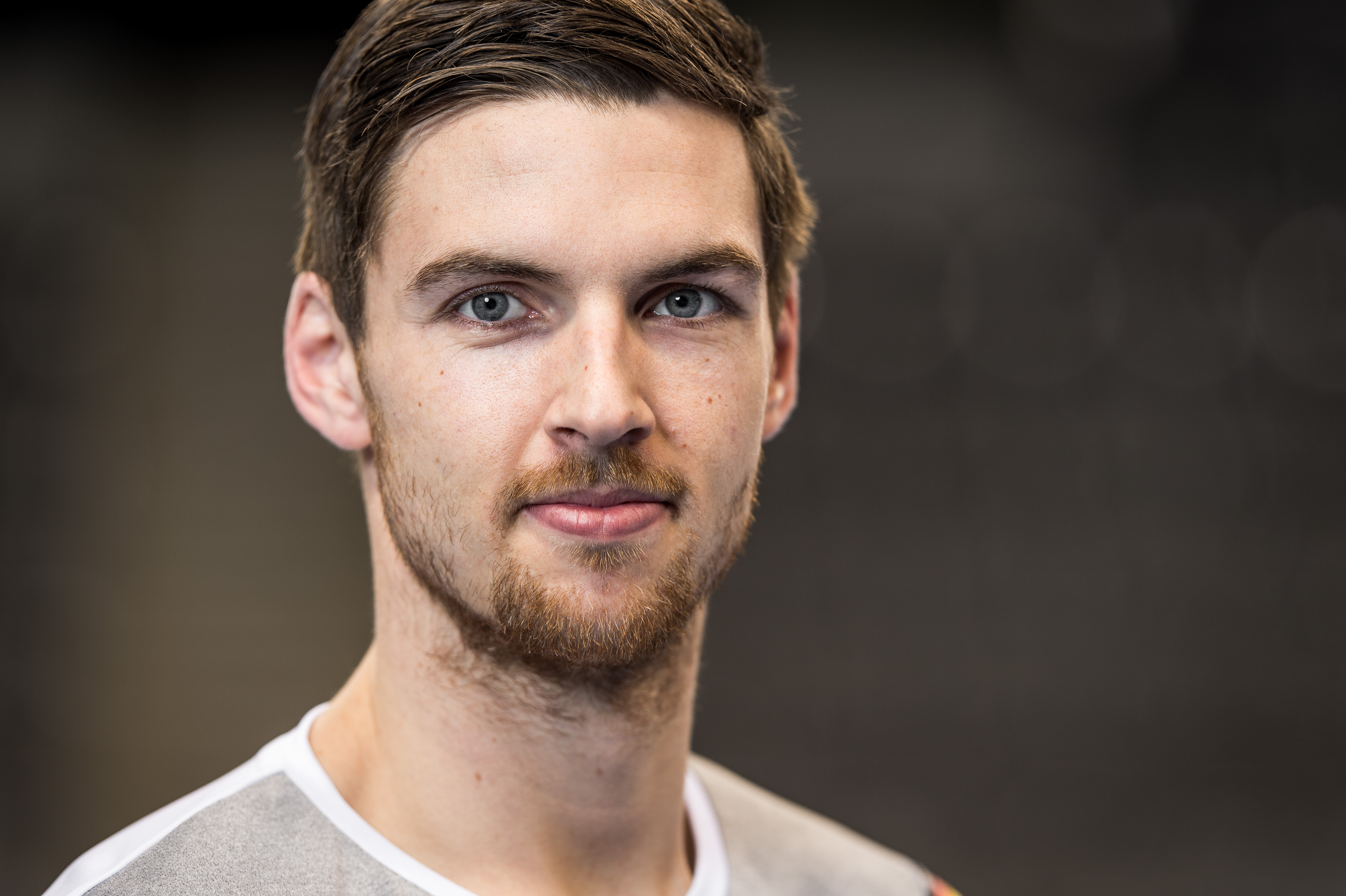
Hendrik Pekeler (* 1991)

- Pekelharing, Cornelis Adrianus (1848–1922), niederländischer Mediziner
- Pekeliūnas, Alfredas (* 1948), litauischer Agrarunternehmer und Politiker (Seimas)
- Pekelský, Jaroslav (1898–1978), tschechoslowakischer Violinist, Komponist und Musikpädagoge
- Pekelský, Vladimír (1920–1975), tschechoslowakischer Journalist, politischer Aktivist, Mitarbeiter des tschechoslowakischen Geheimdienstes
- Peker, Hakan (* 1961), türkischer Popmusiker
- Peker, Henning (* 1966), deutscher Schauspieler
- Peker, Kaya (* 1980), türkischer Basketballspieler
- Peker, Metin (* 1993), türkischer Fußballspieler
- Peker, Recep (1889–1950), türkischer Militär, Politiker und Ministerpräsident der Türkei
- Peker, Sedat (* 1971), türkischer Anführer einer kriminellen Vereinigung
- Pekeris, Chaim L. (1908–1993), israelischer Physiker
- Pékerman, José (* 1949), argentinischer Fußballspieler und -trainer
- Pekerman, Nina (* 1977), israelische Triathletin

### Pekh
- Pekhart, Tomáš (* 1989), tschechischer Fußballspieler

### Peki
- Pekič, Damir (* 1979), slowenischer Fußballspieler
- Pękiel, Bartłomiej, polnischer Komponist des Barock
- Pekin, Büşra (* 1982), türkische Theater- und Filmschauspielerin
- Pekin, Colleen (* 1957), australische Sprinterin
- Pekin, İsmail Hakkı (* 1951), türkischer Generalleutnant und Politiker
- Pekin, Lyndsay (* 1986), australische Hürdenläuferin und Sprinterin
- Pekin, Pamir (* 1979), türkischer Schauspieler
- Pekinel, Güher (* 1953), türkische Pianistin
- Pekinel, Süher (* 1953), türkische Pianistin

### Pekk
- Pekkala, Mauno (1890–1952), finnischer Politiker, Mitglied des Reichstags und Ministerpräsident
- Pekkala, Olli (* 1987), finnischer Skispringer
- Pekkala, Tomi (* 1988), finnischer Eishockeyspieler
- Pekkala, Vilho (1898–1974), finnischer Ringer
- Pekkalainen, Aarne (1895–1958), finnischer Segler
- Pekkan, Ajda (* 1946), türkische Sängerin und SchauspielerinAjda Pekkan (* 1946)

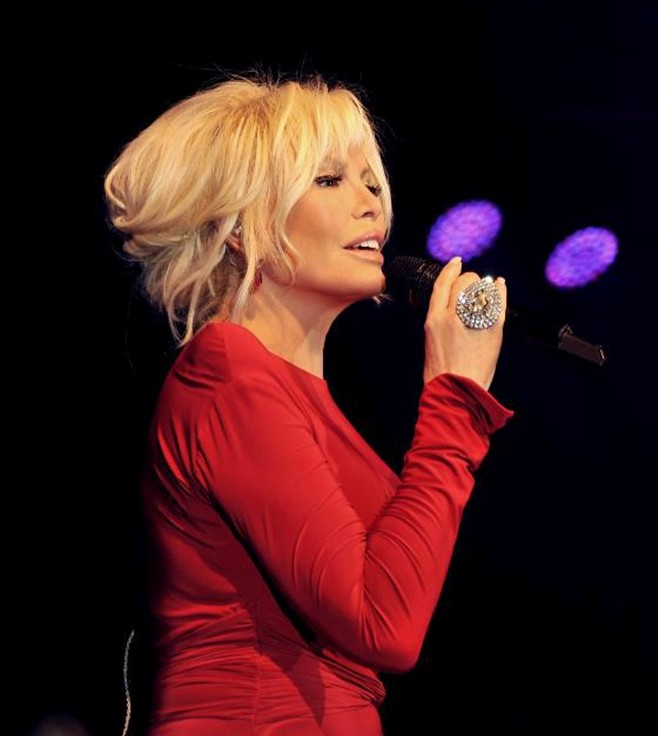
Ajda Pekkan (* 1946)

- Pekkan, Semiramis (* 1948), türkische Schauspielerin und Sängerin
- Pekkanen, Toivo (1902–1957), finnischer Schriftsteller
- Pekkanen, Tuomo (* 1934), finnischer Latinist und Autor neulateinischer Literatur
- Pekkarinen, Mauri (* 1947), finnischer Politiker, Mitglied des Reichstags
- Pekkola, Sonja (* 1993), finnische Badmintonspielerin

### Pekl
- Peklaj, Luka (* 2001), slowenischer Floorballspieler
- Pekler, Michael (* 1971), österreichischer Autor und Journalist
- Pekli, Maria (* 1972), australische Judoka
- Pekluschenko, Oleksandr (1954–2015), ukrainischer Politiker

### Pekm
- Pekmezi, Georg (1872–1938), Albanologe

### Pekn
- Pekny, Romuald (1920–2007), österreichischer Kammerschauspieler
- Pekny, Thomas (* 1951), österreichischer Bühnenbildner und Professor für Experimentelle Gestaltung, Mode- und Bühnenkostüme an der Hochschule Pforzheim
- Pekny, Wolfgang (* 1956), österreichischer Umwelt- und Commons-Aktivist

### Peko
- Peko, Domata (* 1984), US-amerikanischer American-Football-Spieler
- Peko, Ivan (* 1990), kroatischer Fußballspieler
- Pekol, Theodor (1888–1958), deutscher Busbauer und -unternehmer
- Pekoll, Markus (* 1987), österreichischer Downhill-Mountainbiker
- Pekonen, Aino-Kaisa (* 1979), finnische Politikerin des Linksbündnisses
- Pekonen, Osmo (1960–2022), finnischer Mathematiker, Historiker und Schriftsteller
- Pekoske, David (* 1955), US-amerikanischer Regierungsbeamter und ehemaliger Vizeadmiral der United States Coast Guard
- Peková, Simona (* 1955), tschechische Schauspielerin
- Peković, Miladin (* 1983), serbischer Basketballspieler
- Peković, Milorad (* 1977), montenegrinischer FußballspielerMilorad Peković (* 1977)

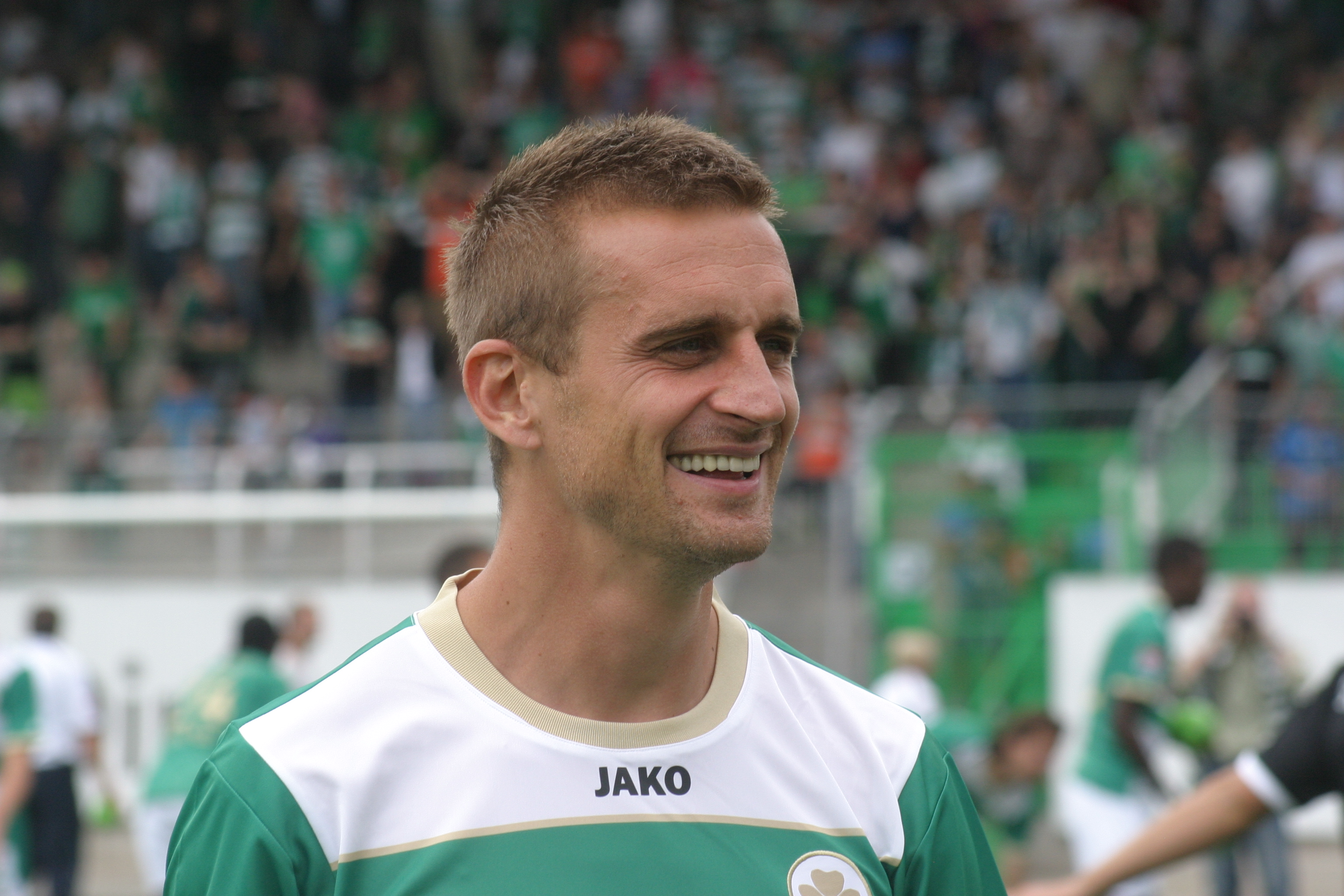
Milorad Peković (* 1977)

- Peković, Nikola (* 1986), montenegrinischer Basketballspieler
- Peković, Nikola (* 1990), serbischer Volleyballspieler

### Pekr
- Pekrul, Gisela (* 1944), deutsche Verlegerin, Autorin und Herausgeberin
- Pekrul, Maximilian (* 1989), deutscher Schauspieler
- Pekrun, Carola (* 1963), deutsche Hochschullehrerin für Pflanzenbau
- Pekrun, Reinhard (* 1952), deutscher Psychologe
- Pekrun, Richard (* 1882), deutscher Gymnasiallehrer und Honorardozent

### Peks
- Peksa, Mikuláš (* 1986), tschechischer Biophysiker und Politiker (Česká pirátská strana), MdEP
- Pekşen, Halil İbrahim (* 1993), türkischer Fußballspieler
- Pēkšēns, Konstantīns (1859–1928), lettischer Architekt
- Pekser, Kemal (* 1981), türkischer Schauspieler
- Pekstiņš, Kārlis (* 1992), lettischer Squashspieler

### Pekt
- Pektaş, Mihri (1895–1979), türkische Politikerin
- Pektaş, Uğur (* 1979), türkischer Schauspieler
- Pektemek, Mustafa (* 1988), türkischer Fußballspieler
- Pektor, Erwin (1920–1996), österreichischer Leichtathlet
- Pektor, Walter (1945–1994), österreichischer Speerwerfer
- Pektürk, Tayfun (* 1988), deutscher FußballspielerTayfun Pektürk (* 1988)

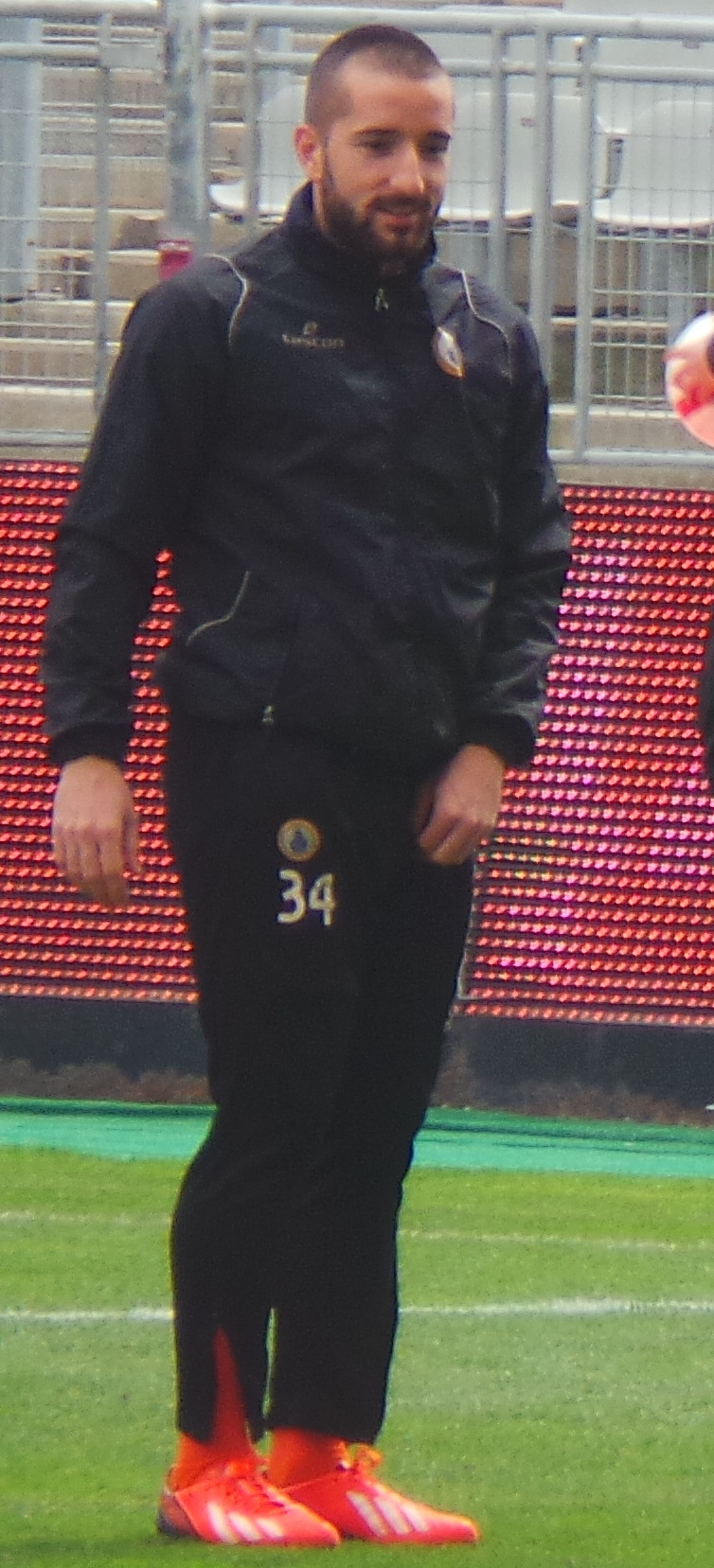
Tayfun Pektürk (* 1988)

### Peku
- Pekur, Ljudmyla (* 1981), ukrainische Fußballspielerin
- Pekuri, Kauko (1912–1998), finnischer Langstreckenläufer
- Pekurinen, Arndt (1905–1941), finnischer Pazifist

### Peky
- Pekyürek, Ömer (* 1982), türkischer Filmregisseur, Drehbuchautor, Filmproduzent und Fotograf